# Pseudachloa
Pseudachloa är ett släkte av skalbaggar. Pseudachloa ingår i familjen Melolonthidae.
Kladogram enligt Catalogue of Life:
| Pseudachloa | \| \| Pseudachloa leonina \| \| \| \| \| \| Pseudachloa werneri \| \| \| \| |
|             | \| \| Pseudachloa leonina \| \| \| \| \| \| Pseudachloa werneri \| \| \| \| |
|             | Pseudachloa leonina                                                         |
|             |                                                                             |
|             | Pseudachloa werneri                                                         |
|             |                                                                             |